# 갈리폴리 (이탈리아)

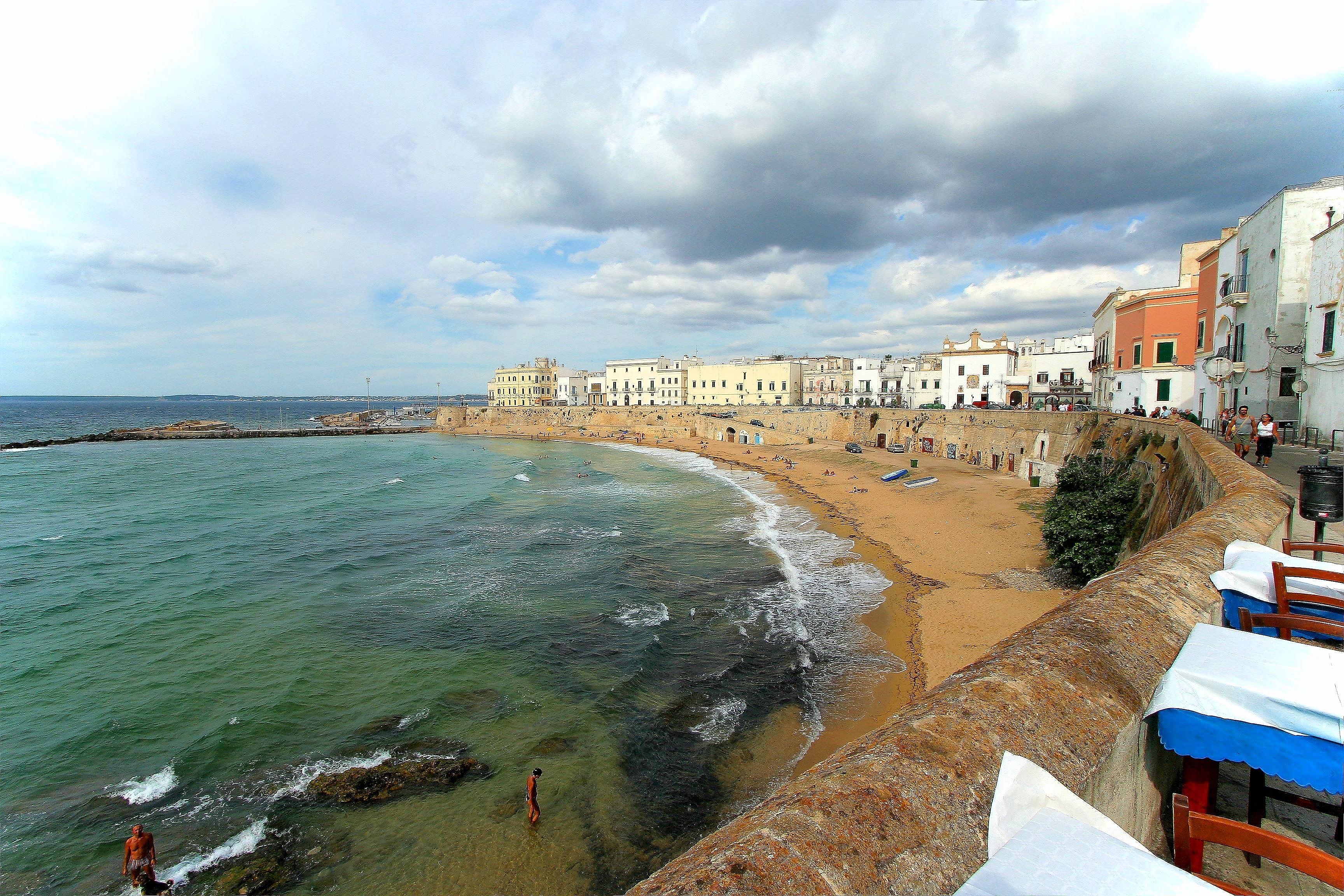
갈리폴리

갈리폴리(이탈리아어: Gallipoli)는 이탈리아 풀리아주 레체도에 위치한 코무네로 면적은 40km2, 높이는 12m, 인구는 21,148명(2008년 5월 31일 기준), 인구 밀도는 530명/km2이다. 이오니아해와 접하며 살렌토반도 서부 연안에 위치한다. 도시는 구 시가지와 신 시가지로 나뉜다.

## 자매 도시
- 이탈리아 몬팔코네
- 이탈리아 카타니아
- 팔레스타인 베들레헴